# Gnetum paniculatum
Gnetum paniculatum — вид голонасінних рослин класу гнетоподібні.

## Опис
Міцна деревна ліана. Листки шкірясті довгасто-еліптичні, розміром до 17×8 см, загнуті вниз і від загострених до гострих на верхівці, тупі і нерівні біля основи, темно-зелені і стають від темно-коричневого до чорного кольору, коли сухі. Зріле насіння від оранжевого до червоного кольору, від еліпсоїдної до яйцеподібної форми, довжиною 50 мм, 30 мм в діаметрі, зовнішній шар товщиною 3 мм, м'ясистий.

## Поширення, екологія
Поширення: північна Бразилія, Французька Гвіана, Гаяна, Венесуела. Міцна деревна ліана росте на берегах річок і затоплених лісах на висотах від 200 до 1100 м.

## Загрози та охорона
Немає великих загроз для цього виду. Попри те, що вологі ліси Гаяни залишаються відносно стабільними / недоторканими, лісозаготівля й видобуток золота дозволяють проникати в незаймані тропічні ліси, й ці потенційні загрози мають бути перевірені. Ареал збігається з кількома охоронними районами.